# 普雷德拉戈·薩馬爾季斯基
普雷德拉戈·薩馬爾季斯基（1986年4月11日—），北馬其頓籃球運動員，現在效力於北馬其頓球隊MZT Aerodrom。他也代表北馬其頓國家男子籃球隊參賽。